# 1715
1715 (MDCCXV) je bilo navadno leto, ki se je po gregorijanskem koledarju začelo na torek, po 11 dni počasnejšem julijanskem koledarju pa na petek.

## Dogodki
- Franc Temlin izda prvo prekmursko knjigo v Nemčiji (Mali katechismus)
- 3. maj - Popolni sončni mrk, viden v južni Angliji, Švedski in Finski (zadnji popolni sončni mrk viden v Londonu).
- 24. december - Švedske sile okupirajo Norveško.

## Rojstva
- 10. januar - Christian August Crusius, nemški filozof in teolog († 1775)
- 12. januar - Jacques Duphly, francoski skladatelj († 1789)
- 29. januar - Georg Christoph Wagenseil, avstrijski skladatelj († 1777)
- 26. februar - Claude Adrien Helvétius, francoski filozof († 1771)
- 7. marec:
  - Ewald Christian von Kleist, nemški pesnik († 1759)
  - Ephraim Williams, ameriški filantrop († 1755)
- 30. september - Étienne Bonnot de Condillac, francoski filozof († 1780)
- 23. november - Pierre Charles Le Monnier, francoski astronom († 1799)

Neznan datum
- Tominaga Nakamoto, japonski trgovec in zgodovinar († 1746)

## Smrti
- 7. januar - François Fénelon, francoski katoliški teolog, pesnik in pisatelj (* 1651])
- 17. februar - Antoine Galland, francoski arheolog (* 1646)
- 17. marec - Gilbert Burnet, škotski škof Salisburyja (* 1643)
- 5. julij - Charles Ancillon, francoski huguenotski duhovnik (* 1659)
- 30. julij - Nahum Tate, irski pesnik (* 1652)
- 1. september:
  - François Girardon, francoski kipar (* 1628)
  - Ludvik XIV., francoski kralj (* 1638)
- 24. september - Wilhelm Homberg, nizozemski naravoslovec (* 1652)
- 13. oktober - Nicolas Malebranche, francoski filozof (* 1638)
- 14. oktober - Thomas Tenison, nadškof Canterburyja (* 1636)
- 15. oktober - Humphry Ditton, angleški matematik (* 1675)
- 15. december - George Hickes, angleški minister in učenjak (* 1642)
- 28. december - William Carstares, škotski klerik (* 1649)